# Prix Versailles 2020
Il Prix Versailles 2020, 6ª edizione del Prix Versailles, ha premiato ventiquattro vincitori mondiali appartenenti a otto categorie: aeroporti, campus, stazioni, sport, esercizi commerciali, centri commerciali, hotel e ristoranti.

## Calendario
Il 16 settembre 2020 sono state annunciate le selezioni mondiali corrispondenti alle categorie aeroporti, campus, stazioni e sport.
Il 31 ottobre 2020 sono stati annunciati i 70 vincitori continentali nelle categorie esercizi commerciali, centri commerciali, hotel e ristoranti.
Il 17 dicembre 2020 sono stati assegnati i titoli mondiali per tutte le categorie.

## Giuria mondiale
| Nome                                         | Funzione                                         | Nazionalità     |
| -------------------------------------------- | ------------------------------------------------ | --------------- |
| David Adjaye                                 | Architetto                                       | Regno Unito     |
| Baltasar Kormákur                            | Cineasta                                         | Islanda         |
| Francesco Bandarin (presidente della giuria) | Ex-vicedirettore generale per la cultura, UNESCO | Italia          |
| Alina Cojocaru                               | Ballerina                                        | Romania         |
| Lu Wenyu                                     | Architetta                                       | Cina            |
| Thom Mayne                                   | Architetto                                       | Stati Uniti     |
| Anne-Sophie Pic                              | Chef                                             | Francia         |
| Tran Anh Hung                                | Cineasta                                         | Francia Vietnam |

## Palmarès

### Vincitori a livello mondiale
Aeroporti
| Premio o menzione | Progetto                                   | Sede    | Paese       | Architetto o designer | Paese       |
| ----------------- | ------------------------------------------ | ------- | ----------- | --------------------- | ----------- |
| Prix Versailles   | Aeroporto Internazionale di Pechino-Daxing | Pechino | Cina        | Zaha Hadid Architects | Regno Unito |
| Menzione Interni  | Aeroporto Regionale della Contea di Eagle  | Gypsum  | Stati Uniti | Gensler               | Stati Uniti |
| Menzione Esterni  | Aeroporto Internazionale di Van Don        | Vân Đồn | Vietnam     | CPG Consultants       | Singapore   |

Campus
| Premio o menzione | Progetto                                                           | Sede      | Paese       | Architetto o designer    | Paese       |
| ----------------- | ------------------------------------------------------------------ | --------- | ----------- | ------------------------ | ----------- |
| Prix Versailles   | Università di Melbourne, Life Sciences Building                    | Melbourne | Australia   | Hassell                  | Australia   |
| Menzione Interni  | University College London, Student Centre                          | Londra    | Regno Unito | Nicholas Hare Architects | Regno Unito |
| Menzione Esterni  | University of Massachusetts Amherst, Isenberg School of Management | Amherst   | Stati Uniti | Bjarke Ingels Group      | Danimarca   |

Stazioni
| Premio o menzione | Progetto                   | Sede          | Paese       | Architetto o designer         | Paese       |
| ----------------- | -------------------------- | ------------- | ----------- | ----------------------------- | ----------- |
| Prix Versailles   | Salesforce Transit Center  | San Francisco | Stati Uniti | Pelli Clarke Pelli Architects | Stati Uniti |
| Menzione Interni  | Stazione di metro Msheireb | Doha          | Qatar       | UNStudio                      | Paesi Bassi |
| Menzione Esterni  | Stazione Køge Nord         | Køge          | Danimarca   | Cobe                          | Danimarca   |

Sport
| Premio o menzione | Progetto                  | Sede          | Paese       | Architetto o designer | Paese       |
| ----------------- | ------------------------- | ------------- | ----------- | --------------------- | ----------- |
| Prix Versailles   | Stadio di Anoeta          | San Sebastián | Spagna      | Izaskun Larzabal      | Spagna      |
| Menzione Interni  | Tottenham Hotspur Stadium | Londra        | Regno Unito | Populous              | Regno Unito |
| Menzione Esterni  | Puskás Aréna Budapest     | Budapest      | Ungheria    | György Skardelli      | Ungheria    |

Esercizi commerciali
| Premio o menzione | Progetto                              | Sede      | Paese       | Architetto o designer    | Paese       |
| ----------------- | ------------------------------------- | --------- | ----------- | ------------------------ | ----------- |
| Prix Versailles   | Negozio del Museo Nazionale del Qatar | Doha      | Qatar       | Koichi Takada Architects | Australia   |
| Menzione Interni  | Selo                                  | San Paolo | Brasile     | MNMA                     | Brasile     |
| Menzione Esterni  | The Looking Glass                     | Amsterdam | Paesi Bassi | UNStudio                 | Paesi Bassi |

Centri commerciali
| Premio o menzione | Progetto             | Sede      | Paese     | Architetto o designer     | Paese       |
| ----------------- | -------------------- | --------- | --------- | ------------------------- | ----------- |
| Prix Versailles   | The Exchange         | Sydney    | Australia | Kengo Kuma & Associates   | Giappone    |
| Menzione Interni  | Jewel Changi Airport | Singapore | Singapore | Safdie Architects / Benoy | Regno Unito |
| Menzione Esterni  | Kashiyama Daikanyama | Tokyo     | Giappone  | Nendo                     | Giappone    |

Hotel
| Premio o menzione | Progetto                        | Sede       | Paese    | Architetto o designer          | Paese     |
| ----------------- | ------------------------------- | ---------- | -------- | ------------------------------ | --------- |
| Prix Versailles   | Aman Kyoto                      | Kyoto      | Giappone | Kerry Hill Architects          | Singapore |
| Menzione Interni  | &Beyond Sossusvlei Desert Lodge | Sossusvlei | Namibia  | Fox Browne Creative            | Sudafrica |
| Menzione Esterni  | Arctic Bath                     | Harads     | Svezia   | Bertil Harström / Johan Kauppi | Svezia    |

Ristoranti
| Premio o menzione | Progetto   | Sede      | Paese    | Architetto o designer | Paese    |
| ----------------- | ---------- | --------- | -------- | --------------------- | -------- |
| Prix Versailles   | Le Ronsard | Marrakech | Marocco  | Gil Dez               | Francia  |
| Menzione Interni  | Casa Talia | Pechino   | Cina     | CAA Architects        | Cina     |
| Menzione Esterni  | Under      | Lindesnes | Norvegia | Snøhetta              | Norvegia |

### Selezioni mondiali

#### Aeroporti
| Progetto                                                | Sede        | Paese       | Architetto o designer | Paese       |
| ------------------------------------------------------- | ----------- | ----------- | --------------------- | ----------- |
| Aeroporto Internazionale di Pechino-Daxing              | Pechino     | Cina        | Zaha Hadid Architects | Regno Unito |
| Aeroporto di Spalato-Castelli                           | Castelli    | Croazia     | Ivan Vulić            | Croazia     |
| Aeroporto di Casablanca-Muhammad V, Terminal 1          | Casablanca  | Marocco     | Azzedine Baddou       | Marocco     |
| Aeroporto Regionale della Contea di Eagle               | Gypsum      | Stati Uniti | Gensler               | Stati Uniti |
| Aeroporto Internazionale di New Orleans-Louis Armstrong | New Orleans | Stati Uniti | Leo A Daly            | Stati Uniti |
| Aeroporto Internazionale di Van Don                     | Vân Đồn     | Vietnam     | CPG Consultants       | Singapore   |

#### Campus
| Progetto                                                           | Sede      | Paese       | Architetto o designer         | Paese       |
| ------------------------------------------------------------------ | --------- | ----------- | ----------------------------- | ----------- |
| Università di Melbourne, Life Sciences Building                    | Melbourne | Australia   | Hassell                       | Australia   |
| Università di Nankai, Haibing Center                               | Tientsin  | Cina        | Vector Architects             | Cina        |
| University College London, Student Centre                          | Londra    | Regno Unito | Nicholas Hare Architects      | Regno Unito |
| Università nazionale di Singapore, School of Design & Environment  | Singapore | Singapore   | Serie Architects              | Singapore   |
| Università Yale, Science Building                                  | New Haven | Stati Uniti | Pelli Clarke Pelli Architects | Stati Uniti |
| University of Massachusetts Amherst, Isenberg School of Management | Amherst   | Stati Uniti | Bjarke Ingels Group           | Danimarca   |

#### Stazioni
| Progetto                                                          | Sede          | Paese          | Architetto o designer         | Paese       |
| ----------------------------------------------------------------- | ------------- | -------------- | ----------------------------- | ----------- |
| Porto di Liantang                                                 | Shenzhen      | Cina           | Ronald Lu and Partners        | Cina        |
| Stazione Køge Nord                                                | Køge          | Danimarca      | Cobe                          | Danimarca   |
| Stazione di metro Al Wakra                                        | Al Wakrah     | Qatar          | UNStudio                      | Paesi Bassi |
| Stazione di metro Msheireb                                        | Doha          | Qatar          | UNStudio                      | Paesi Bassi |
| Stazione ferroviaria dell'Aeroporto Internazionale Re Abd al-Aziz | Gedda         | Arabia Saudita |                               |             |
| Salesforce Transit Center                                         | San Francisco | Stati Uniti    | Pelli Clarke Pelli Architects | Stati Uniti |

#### Sport
| Progetto                  | Sede          | Paese               | Architetto o designer | Paese               |
| ------------------------- | ------------- | ------------------- | --------------------- | ------------------- |
| Stadio Al Maktoum         | Dubai         | Emirati Arabi Uniti | OBE Architects        | Emirati Arabi Uniti |
| Stadio di Anoeta          | San Sebastián | Spagna              | Izaskun Larzabal      | Spagna              |
| Tottenham Hotspur Stadium | Londra        | Regno Unito         | Populous              | Regno Unito         |
| Puskás Aréna Budapest     | Budapest      | Ungheria            | György Skardelli      | Ungheria            |
| Papua Bangkit Stadium     | Jayapura      | Indonesia           |                       |                     |
| VTB Arena - Dynamo        | Mosca         | Russia              | Manica Architecture   | Stati Uniti         |

### Vincitori a livello continentale

#### Africa e Asia occidentale
Esercizi commerciali
| Premio o menzione | Progetto                              | Sede    | Paese  | Architetto o designer    | Paese       |
| ----------------- | ------------------------------------- | ------- | ------ | ------------------------ | ----------- |
| Prix Versailles   | Negozio del Museo Nazionale del Qatar | Doha    | Qatar  | Koichi Takada Architects | Australia   |
| Menzione Interni  | % Arabica Coffee                      | Sharq   | Kuwait | Nendo                    | Giappone    |
| Menzione Esterni  | Huqqa - Marsa Plaza                   | Mascate | Oman   | acme                     | Regno Unito |

Centri commerciali
| Premio o menzione | Progetto      | Sede    | Paese               | Architetto o designer | Paese       |
| ----------------- | ------------- | ------- | ------------------- | --------------------- | ----------- |
| Prix Versailles   | Nakheel Mall  | Dubai   | Emirati Arabi Uniti | RSP Architects        | Stati Uniti |
| Menzione Interni  | Fourways Mall | Sandton | Sudafrica           | Boogertman + Partners | Sudafrica   |
| Menzione Esterni  | Ajdan Walk    | Khobar  | Arabia Saudita      | Benoy                 | Regno Unito |

Hotel
| Premio o menzione | Progetto                        | Sede       | Paese               | Architetto o designer          | Paese               |
| ----------------- | ------------------------------- | ---------- | ------------------- | ------------------------------ | ------------------- |
| Prix Versailles   | The Chedi Al Bait               | Sharja     | Emirati Arabi Uniti | Godwin Austen Johnson          | Emirati Arabi Uniti |
| Menzione Interni  | &Beyond Sossusvlei Desert Lodge | Sossusvlei | Namibia             | Fox Browne Creative            | Sudafrica           |
| Menzione Esterni  | The Oberoi                      | Marrakech  | Marocco             | Collier & Partners Architectes | Marocco             |

Ristoranti
| Premio o menzione | Progetto   | Sede                      | Paese               | Architetto o designer         | Paese     |
| ----------------- | ---------- | ------------------------- | ------------------- | ----------------------------- | --------- |
| Prix Versailles   | Le Ronsard | Marrakech                 | Marocco             | Gil Dez                       | Francia   |
| Menzione Interni  | Jao Camp   | Riserva faunistica Moremi | Botswana            | Silvio Rech + Lesley Carstens | Sudafrica |
| Menzione Esterni  | Nammos     | Dubai                     | Emirati Arabi Uniti | Elastic Architects            | Grecia    |

#### America centro-meridionale e Caraibi
Esercizi commerciali
| Premio o menzione | Progetto     | Sede      | Paese     | Architetto o designer        | Paese     |
| ----------------- | ------------ | --------- | --------- | ---------------------------- | --------- |
| Prix Versailles   | Haight       | San Paolo | Brasile   | Entre Terras / Pablo Resende | Brasile   |
| Menzione Interni  | Selo         | San Paolo | Brasile   | MNMA                         | Brasile   |
| Menzione Esterni  | Premises E55 | La Calera | Argentina | Bender Freiberg Arquitectos  | Argentina |

Centri commerciali
| Premio o menzione | Progetto       | Sede   | Paese   | Architetto o designer | Paese   |
| ----------------- | -------------- | ------ | ------- | --------------------- | ------- |
| Prix Versailles   | no consegnato  |        |         |                       |         |
| Menzione Interni  | no consegnato  |        |         |                       |         |
| Menzione Esterni  | Conviver Space | Osasco | Brasile | DMDV arquitetos       | Brasile |

Hotel
| Premio o menzione | Progetto              | Sede           | Paese   | Architetto o designer             | Paese    |
| ----------------- | --------------------- | -------------- | ------- | --------------------------------- | -------- |
| Prix Versailles   | Cirqa                 | Arequipa       | Perù    | Stephanie Chang / Daniel Cisneros | Perù     |
| Menzione Interni  | Hotel Fasano Salvador | Salvador       | Brasile | Isay Weinfeld                     | Brasile  |
| Menzione Esterni  | Kachi Lodge           | Salar de Uyuni | Bolivia | Amazing Escapes                   | Svizzera |

Ristoranti
| Premio o menzione | Progetto           | Sede                   | Paese      | Architetto o designer | Paese       |
| ----------------- | ------------------ | ---------------------- | ---------- | --------------------- | ----------- |
| Prix Versailles   | Éllo               | Jijoca de Jericoacoara | Brasile    | Mareines Arquitetura  | Brasile     |
| Menzione Interni  | Nayara Tented Camp | Fortuna                | Costa Rica | Luxury Frontiers      | Stati Uniti |
| Menzione Esterni  | Bullguer Centro    | San Paolo              | Brasile    | SuperLimão            | Brasile     |

#### America settentrionale
Esercizi commerciali
| Premio o menzione | Progetto            | Sede     | Paese       | Architetto o designer | Paese       |
| ----------------- | ------------------- | -------- | ----------- | --------------------- | ----------- |
| Prix Versailles   | Apple Quinta Strada | New York | Stati Uniti | Foster + Partners     | Regno Unito |
| Menzione Interni  | Hermès              | New York | Stati Uniti | RDAI                  | Francia     |
| Menzione Esterni  | Apple Aventura      | Aventura | Stati Uniti | Foster + Partners     | Regno Unito |

Centri commerciali
| Premio o menzione | Progetto                                | Sede      | Paese       | Architetto o designer | Paese       |
| ----------------- | --------------------------------------- | --------- | ----------- | --------------------- | ----------- |
| Prix Versailles   | The Shops & Restaurants at Hudson Yards | New York  | Stati Uniti | Kohn Pedersen Fox     | Stati Uniti |
| Menzione Interni  | Seminole Hard Rock Hollywood            | Hollywood | Stati Uniti |                       |             |
| Menzione Esterni  | Echelon Seaport                         | Boston    | Stati Uniti | Kohn Pedersen Fox     | Stati Uniti |

Hotel
| Premio o menzione | Progetto             | Sede           | Paese       | Architetto o designer            | Paese       |
| ----------------- | -------------------- | -------------- | ----------- | -------------------------------- | ----------- |
| Prix Versailles   | Chablé Maroma        | Solidaridad    | Messico     | Javier Fernández / Paulina Morán | Messico     |
| Menzione Interni  | Maison de la Luz     | New Orleans    | Stati Uniti | Studio Shamshiri                 | Stati Uniti |
| Menzione Esterni  | Nobu Hotel Los Cabos | Cabo San Lucas | Messico     | WATG / Studio PCH                | Stati Uniti |

Ristoranti
| Premio o menzione | Progetto      | Sede              | Paese       | Architetto o designer | Paese   |
| ----------------- | ------------- | ----------------- | ----------- | --------------------- | ------- |
| Prix Versailles   | Cathédrale    | New York          | Stati Uniti | Tresoldi Studio       | Italia  |
| Menzione Interni  | Kosushi Miami | Miami             | Stati Uniti | Studio Arthur Casas   | Brasile |
| Menzione Esterni  | Xuva’         | Città del Messico | Messico     | Mecate Studio         | Messico |

#### Asia centrale e nord-orientale
Esercizi commerciali
| Premio o menzione | Progetto                    | Sede     | Paese    | Architetto o designer     | Paese    |
| ----------------- | --------------------------- | -------- | -------- | ------------------------- | -------- |
| Prix Versailles   | Xiadi Paddy Field Bookstore | Ningde   | Cina     | Trace Architecture Office | Cina     |
| Menzione Interni  | Sinan Books Poetry Store    | Shanghai | Cina     | Wutopia Lab               | Cina     |
| Menzione Esterni  | Ryogoku Yuya Edoyu Spa      | Tokyo    | Giappone | Kubo Tsushima Architects  | Giappone |

Centri commerciali
| Premio o menzione | Progetto                         | Sede      | Paese    | Architetto o designer | Paese    |
| ----------------- | -------------------------------- | --------- | -------- | --------------------- | -------- |
| Prix Versailles   | K11 Musea                        | Hong Kong | Cina     | LAAB Architects       | Cina     |
| Menzione Interni  | Bund Financial Center South Mall | Shanghai  | Cina     | Kokaistudios          | Cina     |
| Menzione Esterni  | Kashiyama Daikanyama             | Tokyo     | Giappone | Nendo                 | Giappone |

Hotel
| Premio o menzione | Progetto              | Sede      | Paese    | Architetto o designer | Paese     |
| ----------------- | --------------------- | --------- | -------- | --------------------- | --------- |
| Prix Versailles   | Aman Kyoto            | Kyoto     | Giappone | Kerry Hill Architects | Singapore |
| Menzione Interni  | JW Marriott Qufu      | Qufu      | Cina     | LTW Designworks       | Cina      |
| Menzione Esterni  | Sunriver Resort & Spa | Huangshan | Cina     | Cheng Chung Design    | Cina      |

Ristoranti
| Premio o menzione | Progetto        | Sede     | Paese    | Architetto o designer   | Paese    |
| ----------------- | --------------- | -------- | -------- | ----------------------- | -------- |
| Prix Versailles   | Charcohol       | Shanghai | Cina     | Studio8                 | Cina     |
| Menzione Interni  | Casa Talia      | Pechino  | Cina     | CAA Architects          | Cina     |
| Menzione Esterni  | Mikuni Izukogen | Itō      | Giappone | Kengo Kuma & Associates | Giappone |

#### Asia meridionale e Pacifico
Esercizi commerciali
| Premio o menzione | Progetto                 | Sede        | Paese      | Architetto o designer         | Paese    |
| ----------------- | ------------------------ | ----------- | ---------- | ----------------------------- | -------- |
| Prix Versailles   | Aesop Pitt Street        | Sydney      | Australia  | Snøhetta                      | Norvegia |
| Menzione Interni  | Angadi Heritage          | Bangalore   | India      | Abha Narain Lambah Associates | India    |
| Menzione Esterni  | Amanpuri Retail Pavilion | Cherngtalay | Thailandia | Kengo Kuma & Associates       | Giappone |

Centri commerciali
| Premio o menzione | Progetto             | Sede      | Paese     | Architetto o designer     | Paese       |
| ----------------- | -------------------- | --------- | --------- | ------------------------- | ----------- |
| Prix Versailles   | The Exchange         | Sydney    | Australia | Kengo Kuma & Associates   | Giappone    |
| Menzione Interni  | Jewel Changi Airport | Singapore | Singapore | Safdie Architects / Benoy | Regno Unito |
| Menzione Esterni  | Design Orchard       | Singapore | Singapore | WOHA                      | Singapore   |

Hotel
| Premio o menzione | Progetto         | Sede        | Paese      | Architetto o designer      | Paese       |
| ----------------- | ---------------- | ----------- | ---------- | -------------------------- | ----------- |
| Prix Versailles   | Lelewatu         | Isola Sumba | Indonesia  | Popo Danes / Melati Danes  | Indonesia   |
| Menzione Interni  | Rosewood Bangkok | Bangkok     | Thailandia | Kohn Pedersen Fox          | Stati Uniti |
| Menzione Esterni  | Little Shelter   | Chiang Mai  | Thailandia | Department of Architecture | Thailandia  |

Ristoranti
| Premio o menzione | Progetto            | Sede          | Paese      | Architetto o designer | Paese       |
| ----------------- | ------------------- | ------------- | ---------- | --------------------- | ----------- |
| Prix Versailles   | Choui Fong Tea Cafe | Chiang Rai    | Thailandia | IDIN Architects       | Thailandia  |
| Menzione Interni  | Qualia              | Mumbai        | India      | Serie Architects      | Regno Unito |
| Menzione Esterni  | Patom Cafe          | Nakhon Pathom | Thailandia | Nitaprow              | Thailandia  |

#### Europa
Esercizi commerciali
| Premio o menzione | Progetto            | Sede       | Paese       | Architetto o designer | Paese       |
| ----------------- | ------------------- | ---------- | ----------- | --------------------- | ----------- |
| Prix Versailles   | Dior Champs-Élysées | Parigi     | Francia     | Terres Rouges         | Francia     |
| Menzione Interni  | Bioaroma            | San Nicolò | Grecia      | KAAF                  | Grecia      |
| Menzione Esterni  | The Looking Glass   | Amsterdam  | Paesi Bassi | UNStudio              | Paesi Bassi |

Centri commerciali
| Premio o menzione | Progetto                          | Sede    | Paese    | Architetto o designer           | Paese       |
| ----------------- | --------------------------------- | ------- | -------- | ------------------------------- | ----------- |
| Prix Versailles   | Galeries Lafayette Champs-Élysées | Parigi  | Francia  | Bjarke Ingels Group             | Danimarca   |
| Menzione Interni  | Stenna                            | Flims   | Svizzera | Baumschlager Eberle Architekten | Svizzera    |
| Menzione Esterni  | Cour Bareuzai                     | Digione | Francia  | Chapman Taylor                  | Regno Unito |

Hotel
| Premio o menzione | Progetto                           | Sede    | Paese   | Architetto o designer          | Paese   |
| ----------------- | ---------------------------------- | ------- | ------- | ------------------------------ | ------- |
| Prix Versailles   | InterContinental Lyon - Hôtel Dieu | Lione   | Francia | Jean-Philippe Nuel             | Francia |
| Menzione Interni  | Il Palazzo Experimental            | Venezia | Italia  | Dorothée Meilichzon            | Francia |
| Menzione Esterni  | Arctic Bath                        | Harads  | Svezia  | Bertil Harström / Johan Kauppi | Svezia  |

Ristoranti
| Premio o menzione | Progetto | Sede      | Paese    | Architetto o designer | Paese    |
| ----------------- | -------- | --------- | -------- | --------------------- | -------- |
| Prix Versailles   | Ogata    | Parigi    | Francia  | Simplicity            | Giappone |
| Menzione Interni  | Oursin   | Parigi    | Francia  | Simon Porte Jacquemus | Francia  |
| Menzione Esterni  | Under    | Lindesnes | Norvegia | Snøhetta              | Norvegia |